# Парламентские выборы в Великобритании (1906)
Парламентские выборы в Великобритании 1906 года прошли с 12 января по 8 февраля и стали двадцать седьмыми парламентскими выборами в истории Соединённого королевства Великобритании и Ирландии после Акта об унии 1800 года и шестыми после Третьей парламентской реформы 1884 года. 
Выборы 1906 года вошли в историю Великобритании как «либеральный переворот»: оппозиционные либералы под руководством Генри Кэмпбелла-Баннермана, ставшего премьер-министром в декабре 1905 года, одержала убедительную победу, наголову разгромив недавно правящих консерваторов, лидер которых Артур Бальфур потерял своё место в парламенте, впервые с 1885 года проиграв в Ист-Манчестере. Консервативная партия получила наименьшее количество мест в Палате общин за всю свою историю, сумев побить этот антирекорд только в 2024 году. Победа либералов на выборах 1906 года вошла в историю как одна из крупнейших побед на выборах.

## Политическая ситуация
Коалиция Консервативной и Либеральной юнионистской партий управляла Великобританией с парламентских выборов 1895 года. 11 июля 1902 года, из-за слабого здоровья и смерти жены, маркиз Солсбери ушёл в отставку. Его преемником стал его племянник Артур Бальфур. На посту премьер-министра Бальфур в целом предоставил проведение внешней политики лорду Лансдауну, сам будучи занят внутренними проблемамиe. Тем временем, внутри либералов-юнионистов наметился раскол по вопросу тарифной политики, который затронул и правительство. В мае 1903 года влиятельный либерал-юнионист Джозеф Чемберлен, покинул пост министра колоний, чтобы провести кампанию за тарифную реформу, которая должна была защитить британскую промышленность от растущей иностранной конкуренции. Это противоречило взглядам как Либеральной партии, так и многих либералов-юнионистов и даже части консерваторов, которые утверждали, что свободная торговля поможет снизить стоимость жизни. Бальфур, пытаясь уравновесить обе фракции в правительстве, принял отставку трёх министров-фритредеров, но почти одновременная отставка сторонника свободной торговли герцога Девонширского ослабила позиции Бальфура, окончательно подорвав его авторитет в правительстве. В декабре 1905 года Бальфур ушёл с поста премьер-министра.
Артур Бальфур был премьер-министром с 1902 года по 5 декабря 1905 года, когда он решил уйти в отставку из-за растущей непопулярности. Вместо того чтобы назначить досрочные выборы, Бальфур надеялся, что лидер либералов Кэмпбелл-Баннерман не сможет сформировать сильное правительство; что, следовательно, поможет Консервативной партии добиться победы на следующих выборах. Пришедшее к власти либеральное правительство решило воспользоваться непопулярностью предыдущего консервативного кабинета и назначило новые выборы месяц спустя, 12 января 1906 года, которые привели к сокрушительному поражению консерваторов.

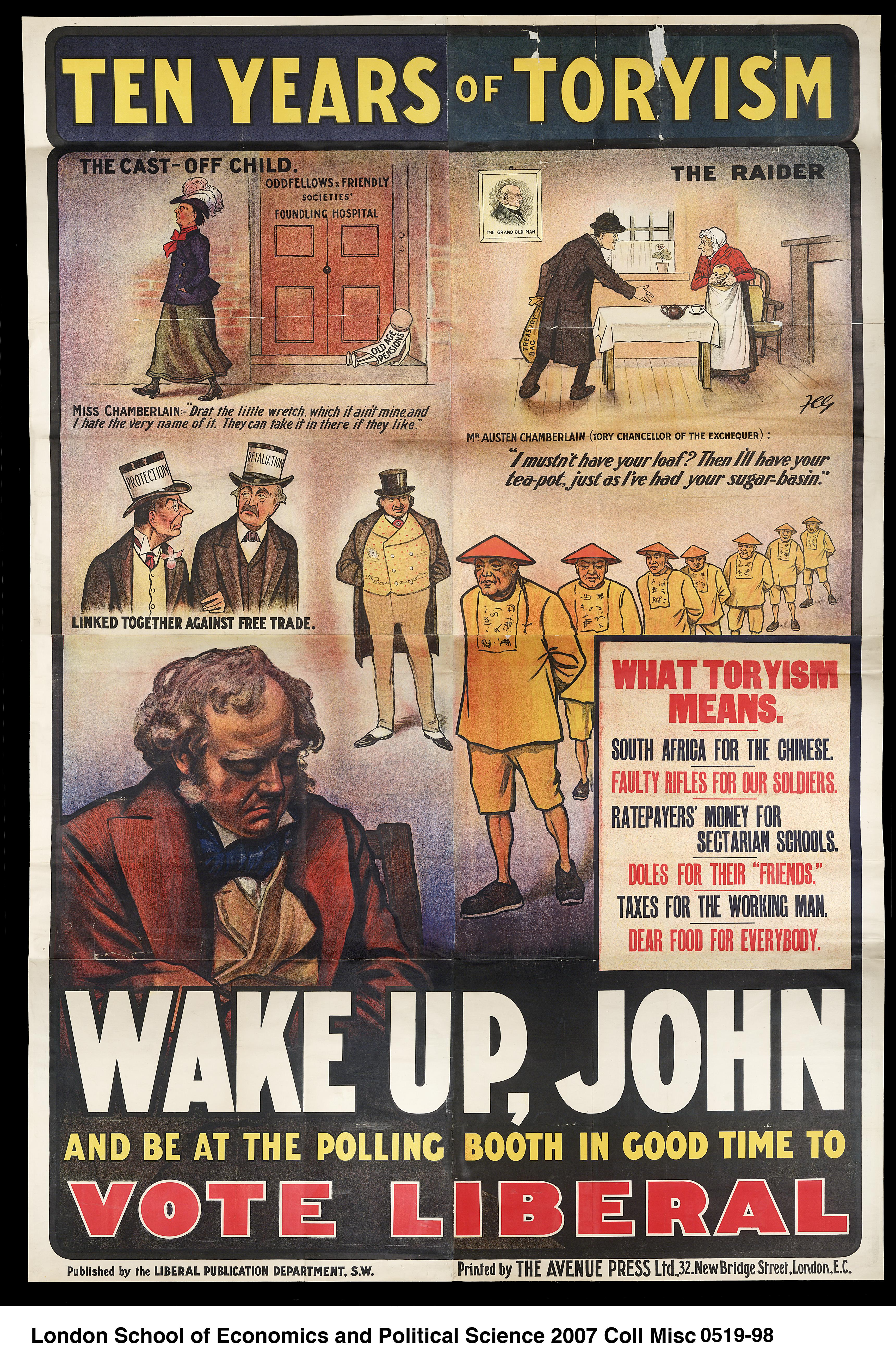
Предвыборный плакат Либеральной партии.

Вопрос свободной торговли стал особенностью кампании либералов, которые вели её под лозунгом «большая буханка» при либеральном правительстве, «маленькая буханка» при консервативном правительстве. Они также заказали множество плакатов, предупреждающих электорат о росте цен на продукты питания в условиях протекционистской политики.
Вторая англо-бурская война также способствовала непопулярности консервативно-юнионистского правительства. Война длилась более двух с половиной лет, намного дольше, чем изначально предполагалось, в то время как были раскрыты подробности о существовании концентрационных лагерей, где, как сообщалось, из-за плохих санитарных условий погибло тысячи мужчин, женщин и детей.
Война также раскрыла плохое социальное положение страны в начале 1900-х годов. Это произошло после того, как более 40 % новобранцев были объявлены непригодными к военной службе; в Манчестере из 11 000 мужчин, которые завербовались в армию, 8000 были признаны негодными к службе из-за плохого физического состояния. Это произошло после того, как исследование бедности в Йорке Сибома Раунтри, опубликованное в 1902 году, показало, что почти треть населения живёт за «чертой бедности», что усилило призывы к социальным реформам, которые были проигнорированы консервативно-юнионистским правительством.
Премьер-министр Артур Бальфур был обвинен в проблеме «китайского рабства», то есть использования китайцев по контракту в британских колониях в Южной Африке. Многие британцы, в том числе и среди сторонников Консервативной партии из среднего класса, считали это неэтичным, в то время как рабочие также возражали против этой практики, поскольку белая эмиграция в Южную Африку помогала создать рабочие места для безработных в самой Великобритании.
Нонконформисты были возмущены, когда консерваторы протолкнули Акт об образовании 1902 года, который интегрировал добровольные школы в государственную систему и предусматривал их поддержку из местных налогов. Местные школьные советы были упразднены и заменены местными органами образования на основе советов округов или городских округов. Хуже всего с их точки зрения было то, что англиканские школы, которые были на грани банкротства, таким образом получали финансирование из местных налогов, которые должны были платить все. Одной из тактик сопротивления был отказ платить местные налоги. Школьная система сыграла важную роль в победе либералов в 1906 году, когда консерваторы-нонконформисты наказали свою партию, проголосовав за либералов. Однако либералы осознавали призыв к справедливому обращению, который принёс им победу, и не отменили и не изменили закон 1902 года. Другим вопросом, из-за которого консерваторы потеряли голоса, был Акт о лицензировании 1904 года. Хотя закон был направлен на сокращение числа пабов, он предлагал компенсировать пивоварам аннулирование их лицензий через фонд, в который сами пивовары должны были бы вносить взносы, что вызвало недовольство как пивоваров, так и сторонников трезвости, которые осудили его как «закон пивоваров».
Ещё одной причиной успеха Либеральной партии стало секретное соглашение, заключённое с Комитетом рабочего представительства (так первоначально называлась Лейбористская партия), согласно которому либералы и лейбористы обязались не конкурировать друг с другом на выборах 1906 года Лейбористы во многом пошли на такой шаг, стремясь как можно скорее добиться отмены через Палату общин решения Палаты лордов по делу 1901 года Taff Vale Railway Co против Объединённого общества железнодорожных служащих, которое фактически сделало большинство забастовок незаконными.

## Результаты

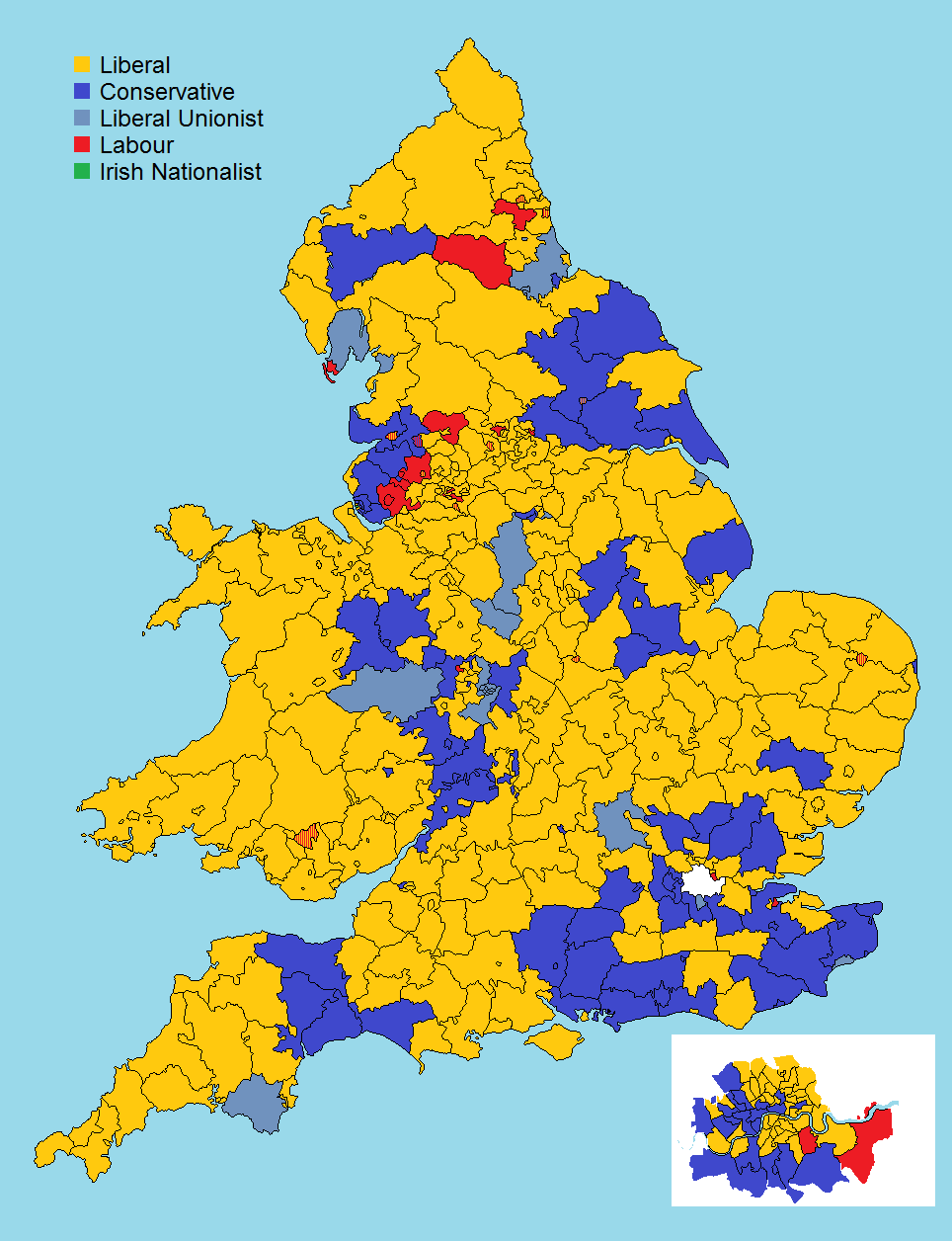
Победители выборов в Англии и Уэльсе.

Результаты выборов в Лондоне (и Кройдоне) и семи западных и северных округов Мидлсекса.

|        |                                    |                                   |                                   |           |        |         |       |       |
| Партия | Партия                             | Лидер                             | Кандидаты                         | Голоса    | Голоса | Голоса  | Места | Места |
| Партия | Партия                             | Лидер                             | Кандидаты                         | Голоса    | %      | ± п. п. | Места | ±     |
|        | Либералы                           | Генри Кэмпбелл-Баннерман          | 528                               | 2 565 644 | 48,90  | ▲ 3,83  | 397   | ▲214  |
|        | Консерваторы и юнонисты            | Артур Бальфур                     | 557                               | 2 278 076 | 43,42  | ▼ 6,80  | 156   | ▼ 246 |
|        | Партия гомруля                     | Джон Редмонд                      | 84                                | 33 231    | 0,63   | ▼ 1,14  | 82    | ▲ 6   |
|        | Комитет рабочего представительства | Кейр Харди                        | 50                                | 254 202   | 4,85   | ▲ 3,56  | 29    | ▲ 27  |
|        | Расселиты-юнионисты                | Томас Рассел                      | 9                                 | 26 183    | 0,50   | н/д     | 2     | ▲ 1   |
|        | Независимая рабочая партия         |                                   | 7                                 | 18 886    | 0,36   | новая   | 1     | ▲ 1   |
|        | Независимые юнионисты              | Томас Слоун                       | 9                                 | 15 972    | 0,30   | н/д     | 1     | ▲ 1   |
|        | Независимые либерал-лейбористы     | Джон Уильямс                      | 1                                 | 4841      | 0,09   | н/д     | 1     | ▲ 1   |
|        | Независимые националисты           |                                   | 3                                 | 1800      | 0,03   | ▼ 0,70  | 1     | ▼ 5   |
|        | Социал-демократы                   | Генри Гайндман                    | 8                                 | 18 446    | 0,35   | н/д     | 0     | ▬     |
|        | Шотландские рабочие                | Джордж Карсон                     | 5                                 | 14 877    | 0,28   | ▲ 0,18  | 0     | ▬     |
|        | Фритредеры                         | Джон Эльдон Горст                 | 5                                 | 8974      | 0,17   | новая   | 0     | ▬     |
|        | Независимые                        |                                   | 3                                 | 3806      | 0,07   | ▼ 0,08  | 0     | ▬     |
|        | Независимые либералы               |                                   | 3                                 | 1581      | 0,03   | ▼ 0,16  | 0     | ▼ 1   |
|        | Независимые либерал-юнионисты      | Александр Карлайл                 | 1                                 | 153       | < 0,01 | ▼ 0,06  | 0     | ▬     |
|        | Всего                              | Всего                             | 1273                              | 5 246 672 | 100    | ▬       | 670   | ▬     |
|        | Избирателей зарегистрировано/Явка  | Избирателей зарегистрировано/Явка | Избирателей зарегистрировано/Явка | 7 264 608 | 82,66  | ▲ 7,99  |       |       |

Голоса (%)
| Голоса избирателей                 | Голоса избирателей | Голоса избирателей | Голоса избирателей | Голоса избирателей |
| ---------------------------------- | ------------------ | ------------------ | ------------------ | ------------------ |
| Либералы                           |                    |                    | 48.90 %            |                    |
| Консерваторы и юнонисты            |                    |                    | 43.42 %            |                    |
| Комитет рабочего представительства |                    |                    | 4.85 %             |                    |
| Партия гомруля                     |                    |                    | 0.63 %             |                    |
| Другие                             |                    |                    | 2.20 %             |                    |

Места
| Места в парламенте (%)             | Места в парламенте (%) | Места в парламенте (%) | Места в парламенте (%) | Места в парламенте (%) |
| ---------------------------------- | ---------------------- | ---------------------- | ---------------------- | ---------------------- |
| Либералы                           |                        |                        | 59.25 %                |                        |
| Консерваторы и юнонисты            |                        |                        | 23.28 %                |                        |
| Партия гомруля                     |                        |                        | 12.24 %                |                        |
| Комитет рабочего представительства |                        |                        | 4.33 %                 |                        |
| Другие                             |                        |                        | 0.90 %                 |                        |

### Результаты выборов в Ирландии
Девяносто девять депутатов избирались в одномандатных округах с использованием системы относительного большинства, а избирательные округа Корк Сити и Дублинского университета были двухмандатными с использованием множественного блочного голосования. От Дублинского университета были избраны без голосования два депутата от юнионистов. Из 81 депутата от Партия гомруля 73 были избраны безальтернативно, поэтому у этой партии так мало голосов.
| Партия                 | Партия                         | Лидер                    | Голоса  | Голоса | Голоса | Места | Места | БА |
| Партия                 | Партия                         | Лидер                    | Голоса  | %      | +/-    | Места | +/-   | БА |
| ---------------------- | ------------------------------ | ------------------------ | ------- | ------ | ------ | ----- | ----- | -- |
|                        | Партия гомруля                 | Джон Редмонд             | 28 292  | 21,53  | н/д    | 81    | ▲ 1   | 73 |
|                        | Ирландские юнионисты           | Уолтер Лонг              | 56 109  | 42,70  | н/д    | 16    | ▼ 2   | 8  |
|                        | Расселиты-юнионисты            | Томас Рассел             | 26 183  | 19,92  | н/д    | 2     | ▲ 1   | 0  |
|                        | Либералы-юнионисты             | Джозеф Чемберлен         | 4719    | 3,59   | н/д    | 1     | ▼ 2   | 0  |
|                        | Независимые юнионисты          |                          | 4450    | 3,39   | н/д    | 1     | ▲ 1   | 0  |
|                        | Независимые националисты       |                          | 3931    | 2,99   | н/д    | 1     | ▬     | 1  |
|                        | Либералы                       | Генри Кэмпбелл-Баннерман | 2966    | 2,26   | н/д    | 1     | ▬     | 0  |
|                        | Рабочие                        | Кейр Харди               | 4616    | 3,51   | н/д    | 0     | ▬     | 0  |
|                        | Независимые либералы-юнионисты | Александр Карлайл        | 153     | 0,12   | н/д    | 0     | ▬     | 0  |
| Всего                  | Всего                          | Всего                    | 131 419 | 100    |        | 103   | ▬     | 82 |
| Источник: B. M. Walker |                                |                          |         |        |        |       |       |    |

| Народное голосование (%) | Народное голосование (%) | Народное голосование (%) | Народное голосование (%) | Народное голосование (%) |
| ------------------------ | ------------------------ | ------------------------ | ------------------------ | ------------------------ |
| Ирландские юнионисты     |                          |                          | 42.69 %                  |                          |
| Партия гомруля           |                          |                          | 21.53 %                  |                          |
| Расселиты-юнионисты      |                          |                          | 19.92 %                  |                          |
| Либералы-юнионисты       |                          |                          | 3.59 %                   |                          |
| Рабочие                  |                          |                          | 3.51 %                   |                          |
| Независимые юнионисты    |                          |                          | 3.39 %                   |                          |
| Нез. националисты        |                          |                          | 2.99 %                   |                          |
| Либералы                 |                          |                          | 2.56 %                   |                          |
| Нез. либералы-юнионисты  |                          |                          | 0.12 %                   |                          |

| Места в Палате общин от Ирландии (%) | Места в Палате общин от Ирландии (%) | Места в Палате общин от Ирландии (%) | Места в Палате общин от Ирландии (%) | Места в Палате общин от Ирландии (%) |
| ------------------------------------ | ------------------------------------ | ------------------------------------ | ------------------------------------ | ------------------------------------ |
| Партия гомруля                       |                                      |                                      | 78.64 %                              |                                      |
| Ирландские юнионисты                 |                                      |                                      | 15.53 %                              |                                      |
| Расселиты-юнионисты                  |                                      |                                      | 1.94 %                               |                                      |
| Либералы-юнионисты                   |                                      |                                      | 0.97 %                               |                                      |
| Независимые юнионисты                |                                      |                                      | 0.97 %                               |                                      |
| Нез. националисты                    |                                      |                                      | 0.97 %                               |                                      |
| Либералы                             |                                      |                                      | 0.97 %                               |                                      |

## После выборов
Генри Кэмпбелл-Баннерман стал первым премьер-министром-либералом в XX веке и, в свои 69 лет, самым старым человеком в XX веке, впервые занявшим пост премьер-министром Возглавив кабинет, Кэмпбелл-Баннерман столкнулся с проблемами внутри своей собственной партии из-за союза между Г. Г. Асквитом, Эдуардом Греем и Ричардом Холдейном, которые планировали заставить его войти в Палату лордов, ослабив как премьер-министра и фактически позволив Асквиту управлять в качестве лидера Палаты общин. Но вопреки надеждам предыдущего премьера Бальфура он смог сформировать сильное правительство и одержать убедительную победу на выборах.
Кэмпбелл-Баннерман был последним либералом, который привел свою партию к абсолютному большинству в Палате общин. Теперь с большинством в 125 он вернулся на Даунинг-стрит значительно усилив свои позиции как премьер-министра. Будучи либералом-гладстонианцем, Кэмпбелл-Баннерман выступал за сокращение государственных расходов, свободную торговлю и против слишком большого вмешательства государства в экономику, что не помешало ему быть умеренным социальным реформатором.

### Комментарии
1. ↑  Явка избирателей с учётом только округов, в которых проводилось голосование (6 347 660 избирателей). Безальтернативные выборы состоялись в 114 округах, в которых проживало 916 948 избирателей и в которых было избрано 73 кандидата Ирландской парламентской партии, 27 либералов, 13 консерваторов и юнионистов, а также 1 независимый ирландский националист. См. UK Election Results.